# St. Agatha (Kleinblittersdorf)

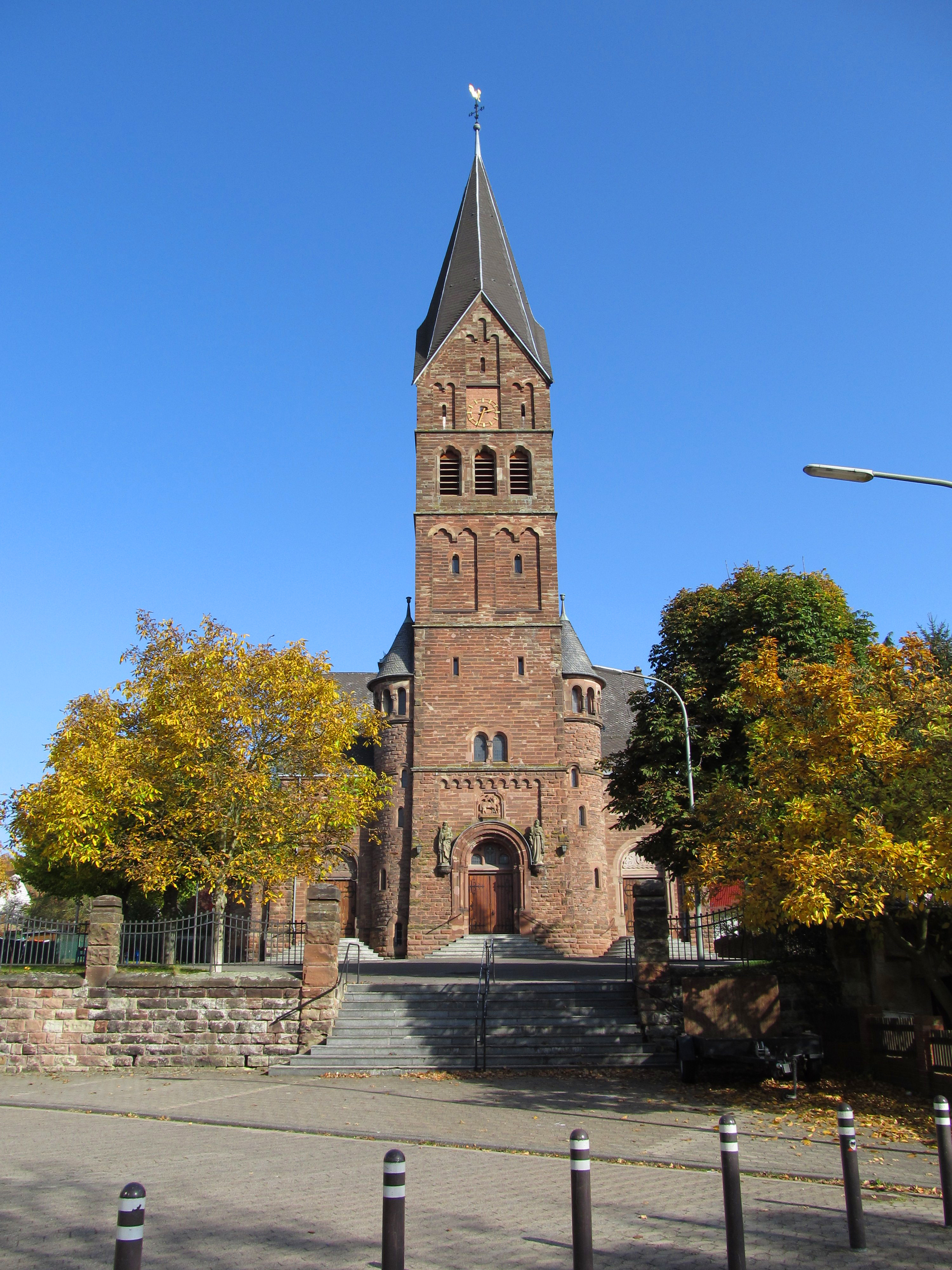
Die Pfarrkirche St. Agatha in Kleinblittersdorf

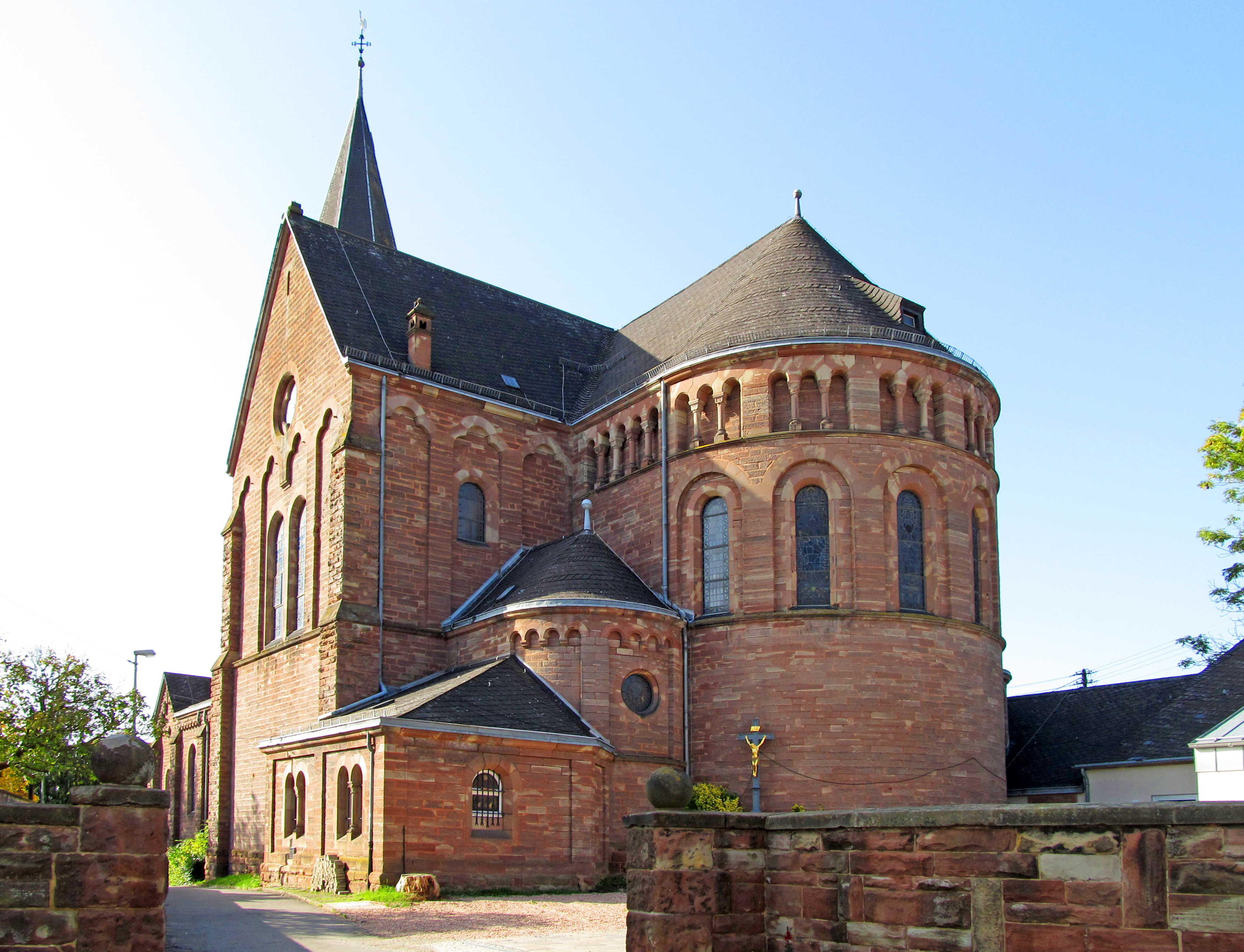
Blick auf den Chor mit Apsis

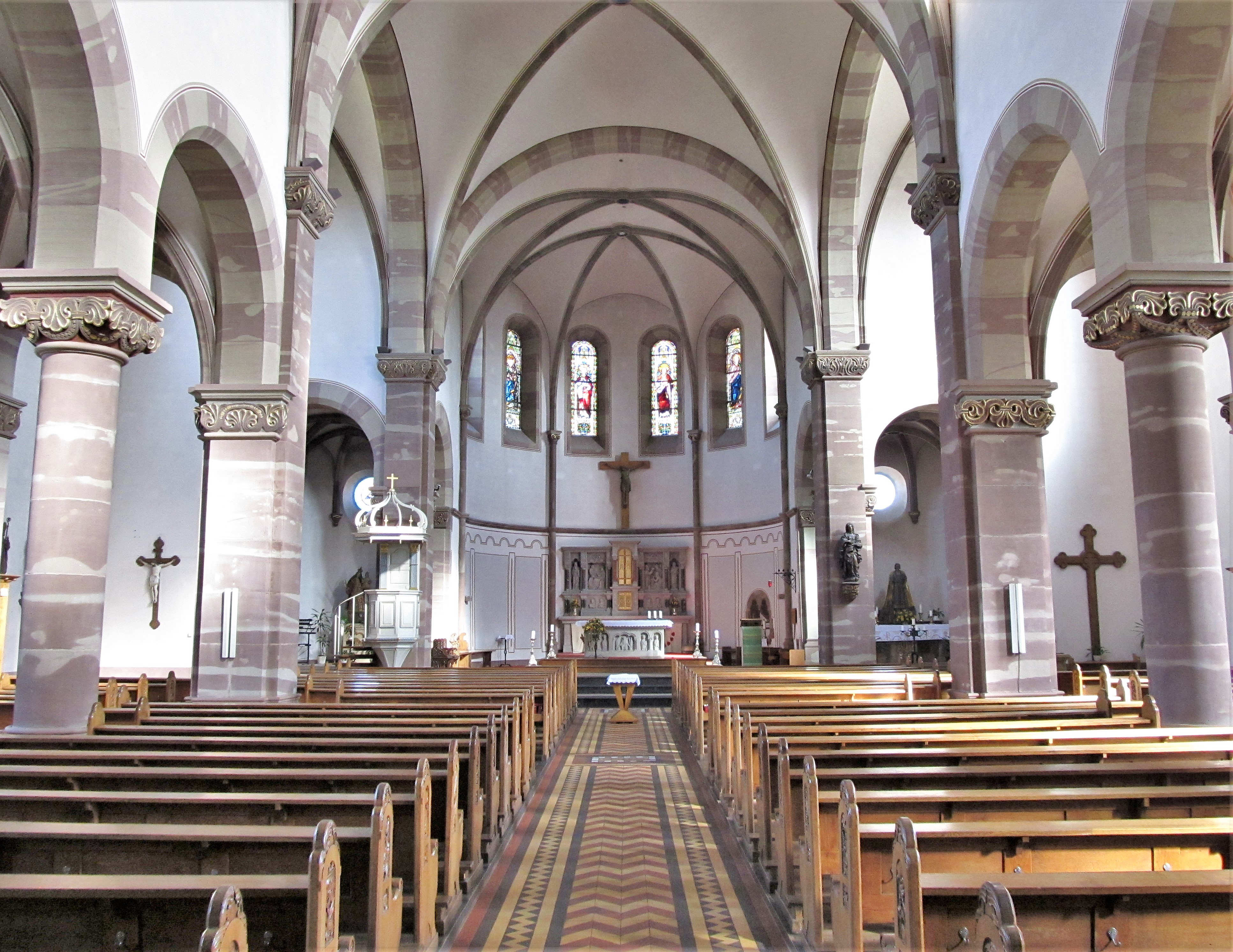
Blick ins Innere der Kirche

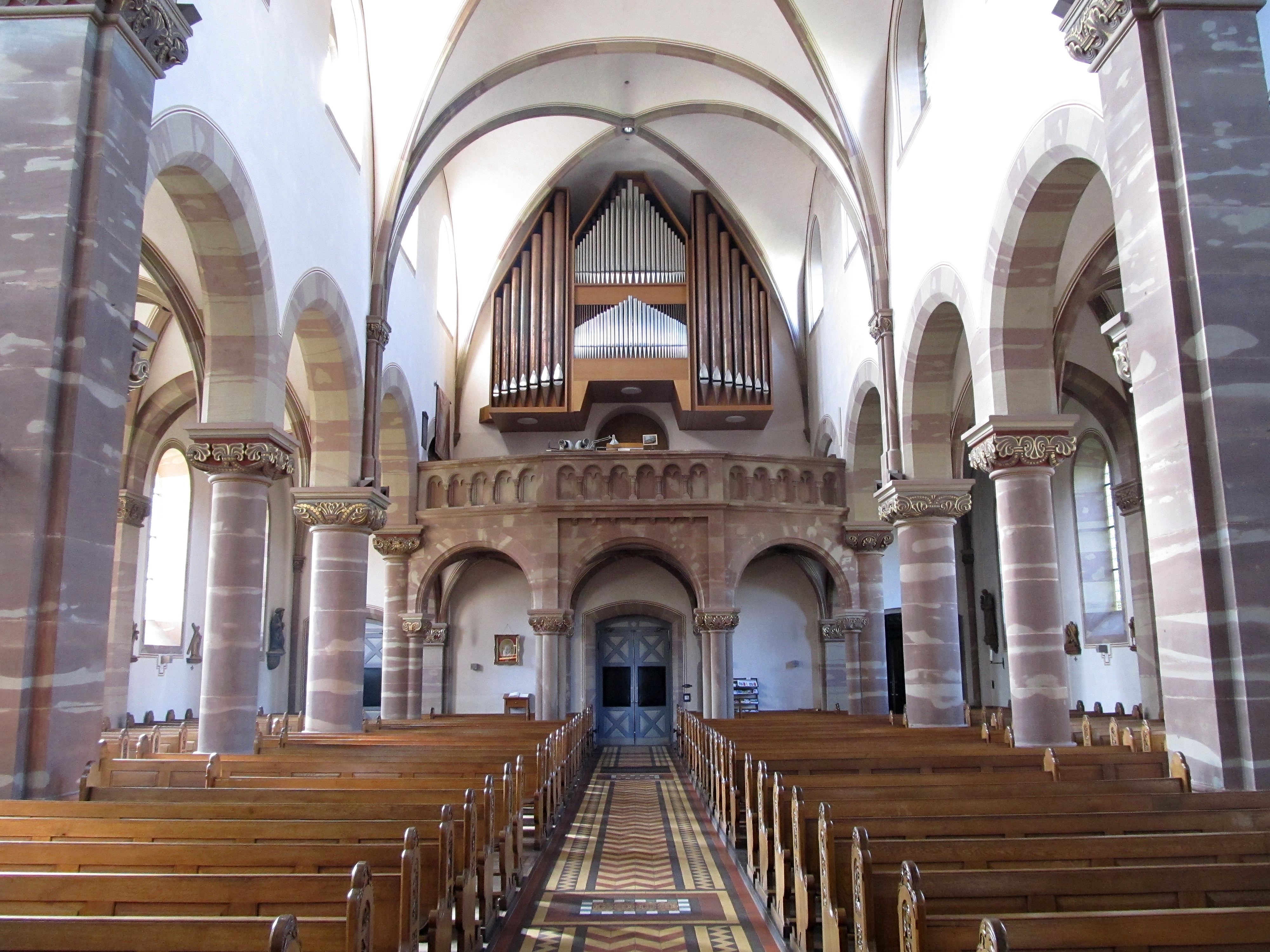
Blick vom Altarraum in Richtung Orgelempore

Die Kirche St. Agatha ist eine katholische Pfarrkirche im saarländischen Kleinblittersdorf, Regionalverband Saarbrücken. Sie trägt das Patrozinium der frühchristlichen Jungfrau und Märtyrin Agatha von Catania. In der Denkmalliste des Saarlandes ist die Kirche als Einzeldenkmal aufgeführt.

## Geschichte
Die Kirche wurde in den Jahren 1906 bis 1908 nach Plänen des Architekten Wilhelm Hector (Saarbrücken-St. Johann) erbaut. Für die Ausführung der Pläne zeichnete Bauunternehmer Peter Hoffsteter (Kleinblittersdorf) verantwortlich. Am 24. Mai 1911 erfolgte die Konsekration durch den damaligen Trierer Bischof Michael Felix Korum.
Während des Zweiten Weltkrieges erlitt das Gebäude starke Zerstörungen, die wegen fehlenden Baumaterials erst ab 1948 behoben werden konnten. Im Jahr 1950 war der Wiederaufbau der Kirche abgeschlossen. 1966 kam es zu Restaurierungs- und Umbaumaßnahmen, die den Altarraum betrafen. In den Jahren 1988/89 wurde die Kirche einer Restaurierung unterzogen.

## Architektur
Das Kirchengebäude wurde als dreischiffige Basilika mit kreuzförmigem Grundriss im Stil der Neuromanik errichtet. Als Baumaterial diente Buntsandstein. Das Langhaus der Kirche ist in ein Mittelschiff und zwei Seitenschiffe unterteilt. An das Langhaus schließt sich ein Querhaus an, daran der Chor mit abschließender halbrunder Apsis. Die Decken der Schiffe werden von Kreuzrippengewölben geformt.

## Ausstattung
An der Ausgestaltung der Kirche waren zahlreiche Künstler und Handwerker beteiligt. So schuf der Holzbildhauer Cyriak Huber (Oberkirch (Baden)) 1957 nach einem Entwurf von Malermeister Josef Quack (Kleinblittersdorf) die Figur des St. Josef auf dem Josefsaltar, eine Madonna und die 14 Stationen des Kreuzweges. Von Schreiner Michel Niederländer und Söhne (Kleinblittersdorf) stammt der Windfang mit Holzschnitzereien auf der Frauenseite, der Schrank in der Sakristei mit Holzschnitzereien, 3 Stühle mit Holzschnitzereien, eine Kirchenbank im Seitenschiff der Frauenseite mit geschnitztem Kopf, sowie die mit Einlegearbeiten versehenen Altarstufen. Schreiner Gottfried Brettar (Kleinblittersdorf) fertigte einen hölzernen Brautstuhl mit geschnitzten Symbolen.
Zur sakralen Kunst in der Kirche zählt eine Madonna aus der 2. Hälfte des 18. Jahrhunderts aus der ehemaligen Wintringer Kirche (heute Kapelle), die als Ersatz für den 1966 entfernten Marienaltar aufgestellt wurde. Ein weiterer Kunstgegenstand, der ursprünglich aus der Wintringer Kapelle stammt ist die Figur des Heiligen Antonius. Erwähnenswert sind außerdem die Figur der St. Agatha aus der alten Agathenkirche, die Pietà in der Taufkapelle, die Fenster im Chorraum mit Darstellungen der St. Barbara, St. Apollonia, St. Katharina und St. Cäcilia, das Fenster über dem Josefsaltar mit dem Bild einer Taube und das Fenster über der Madonnen-Figur mit dem Bild des Auges Gottes.
Die ersten Glocken der Kirche wurden 1908 bei der Glockengießerei Mabilon in Saarburg angefertigt. Es handelte sich um ein aus vier Glocken (Hl. Josef, Muttergottes, Hl. Agatha, Bernhard) bestehendes Geläut mit der Tonfolge B, D, F, G. Bis auf die Bernhardsglocke mussten im Ersten Weltkrieg alle Glocken zu Kriegszwecken abgegeben werden. 1922 wurde wieder bei der Gießerei Mabilon aus Saarburg ein neues Geläut in Auftrag gegeben. Zur vorhandenen Bernhardsglocke von 1914 kamen drei neue Glocken (Hl. Josef, Maria, Agatha) mit der Tonfolge C, Es, F, G und einem Gesamtgewicht von 5.180 kg. Im Zweiten Weltkrieg wurden die drei neuen Glocken von 1922 beschlagnahmt. Nur die Bernhardsglocke durfte wiederum behalten werden. Im Jahr 1950 wurde ein komplett neues Geläut aus vier Glocken (Tonfolge B, Des, Es, Ges) und einem Gewicht von 7.000 kg angeschafft, gegossen in der Glockengießerei Otto in Saarlouis. (Anmerkung: Wenn die Glocken wirklich 1950 gegossen wurden, können sie nicht von der Saarlouiser Glockengießerei sein, weil diese erst 1953 gegründet wurde!)
Neben der Kirche befindet sich ein Wegekreuz von 1806, das sogenannte „Arme-Seelen-Kreuz“, das vom ursprünglichen Standort in der Wintringer Straße um 1910 zuerst an den Friedhof und um 1930 an den heutigen Standort versetzt wurde.

## Orgel
Die erste Orgel erhielt die Kirche im Jahr 1914. Das Instrument mit 22 Registern wurde von der Firma Gebr. Späth Orgelbau (Mengen) erbaut. 1970 wurde eine neue Orgel eingeweiht, da die Späth-Orgel durch die Einwirkungen des Zweiten Weltkriegs defekt war und auch durch eine vorangegangene Restaurierung in den 1950er Jahren nicht mehr in den ursprünglichen Zustand versetzt werden konnte.
Für den Bau der Orgel von 1970 zeichnete die Firma E. F. Walcker & Cie. (Ludwigsburg) verantwortlich. Das auf einer Empore aufgestellte Kegelladen-Instrument verfügt über 33 (34) Register, verteilt auf 3 Manuale und Pedal. Die Spiel- und Registertraktur ist elektrisch. Die Disposition lautet wie folgt:
| I Hauptwerk C–g3 |             |       |
| 1.               | Pommer      | 16′   |
| 2.               | Prinzipal   | 8′    |
| 3.               | Koppelflöte | 8′    |
| 4.               | Oktave      | 4′    |
| 5.               | Hohlflöte   | 4′    |
| 6.               | Quinte      | 2 ⁄3′ |
| 7.               | Oktave      | 2′    |
| 8.               | Mixtur V-VI |       |
| 9.               | Trompete    | 8′    |

| II Positiv C–g3 |            |        |
| 10.             | Gedackt    | 8′     |
| 11.             | Gemshorn   | 4′     |
| 12.             | Prinzipal  | 2′     |
| 13.             | Terz       | 1 3⁄5′ |
| 14.             | Sifflöte   | 1 ⁄3′  |
| 15.             | Zimbel III |        |
| 16.             | Schalmey   | 8′     |
|                 | Tremulant  |        |

| III Schwellpositiv C–g3 |            |       |
| 17.                     | Rohrflöte  | 8′    |
| 18.                     | Salicional | 8′    |
| 19.                     | Prinzipal  | 4′    |
| 20.                     | Nachthorn  | 4′    |
| 21.                     | Nasat      | 2 ⁄3′ |
| 22.                     | Waldflöte  | 2′    |
| 23.                     | Scharff IV |       |
| 24.                     | Rankett    | 16′   |
| 25.                     | Dulcian    | 8′    |
|                         | Tremulant  |       |

| Pedal C–f1 |                   |                        |
| 26.        | Praestant         | 16′                    |
| 27.        | Subbass           | 16′                    |
|            | Zartbass          | 16′ (Windabschwächung) |
| 28.        | Oktavbass         | 8′                     |
| 29.        | Gedacktbass       | 8′                     |
| 30.        | Choralbass        | 4′                     |
| 31.        | Rauschbass III-IV |                        |
| 32.        | Posaune           | 16′                    |
| 33.        | Trompete          | 8′                     |

- Koppeln: II/I, III/I, III/II, I/P, II/P, III/P
- Spielhilfen: 3 freie Kombinationen, 2 freie Pedalkombinationen, Tutti, Crescendowalze, Zungeneinzelabsteller